# فهرست کشورها بر پایه صادرات خودرو
فهرست کشورهای جهان برپایه صادرات خودرو.
داده‌ها در فهرست مطابق سال ۲۰۱۹ است، بر مبنای میلیارد دلار آمریکا محاسبه شده است.
در زیر ۱۵ کشور برتر فهرست شده‌اند.
| ردیف | کشور                | مقدار |
| ---- | ------------------- | ----- |
| ۱    | آلمان               | ۱۴۲٫۳ |
| ۲    | ژاپن                | ۹۸    |
| ۳    | ایالات متحده آمریکا | ۵۶٫۲  |
| ۴    | مکزیک               | ۴۹٫۷  |
| ۵    | کانادا              | ۴۰٫۷  |
| ۶    | کرهٔ جنوبی           | ۴۰٫۵  |
| ۷    | بلژیک               | ۳۸٫۶  |
| ۸    | بریتانیا            | ۳۸٫۶  |
| ۹    | اسپانیا             | ۳۵    |
| ۱۰   | اسلواکی             | ۲۳٫۹  |
| ۱۱   | فرانسه              | ۲۳٫۶  |
| ۱۲   | چک                  | ۲۲٫۶  |
| ۱۳   | ایتالیا             | ۱۵    |
| ۱۴   | ترکیه               | ۱۱٫۹  |
| ۱۵   | سوئد                | ۱۱٫۸۶ |